# Kavlak Peak
Der Kavlak Peak (englisch; bulgarisch връх Кавлак wrach Kawlak) ist ein 1200 m hoher Berg an der Nordenskjöld-Küste des Grahamlands auf der Antarktischen Halbinsel. Er ragt 7,17 km westsüdwestlich des Darzalas Peak, 6,92 km nordwestlich des Mount Elliott, 4,88 km nordnordöstlich des Gusla Peak und 25,41 km östlich des Baldwin Peak aus den südöstlichen Ausläufern des Detroit-Plateaus auf.
Britische Wissenschaftler kartierten ihn 1978. Die bulgarische Kommission für Antarktische Geographische Namen benannte ihn 2010 nach der Ortschaft Kawlak im Norden Bulgariens.